# Siv Jensen
Pour les articles homonymes, voir Jensen.
Siv Jensen, née le 1er juin 1969 à Oslo, est une femme politique norvégienne, présidente du Parti du progrès de 2006 à 2021, le plus à droite des partis représentés au Parlement de Norvège. 

## Biographie
Elle est économiste de formation.
Elle est nommée présidente du Parti du progrès le 6 mai 2006, après avoir été longtemps numéro deux derrière Carl I. Hagen, démissionnaire après vingt-huit ans à sa tête. Contrairement à ce dernier, elle participe à adoucir l'image et la ligne de son parti et à rendre possible une alliance avec la droite traditionnelle.
En septembre 2006, une biographie politique de Siv Jensen est publiée, écrite par Martine Aurdal, la rédactrice en chef du magazine norvégien d'informations 'Ny Tid (en), classé à gauche .
En juillet 2011, elle admet qu'Anders Behring Breivik faisait partie du FrP, qu'il a cependant quitté, considérant que la voie démocratique ne menait nulle part.
En octobre 2013, elle est nommée ministre des Finances dans le gouvernement d'Erna Solberg. Elle défend durant son passage au ministère des mesures de stricte orthodoxie libérale. Elle quitte ses fonctions en janvier 2020, quand elle décide de retirer la participation du Parti du progrès au gouvernement en raison du rapatriement d'une femme détenue en Syrie.